# Paroodectes
Paroodectes — вимерлий рід хижоподібних ссавців. Жив у ранньому еоцені (≈ 50 мільйонів років тому) у тропічних лісах і болотах сучасної Німеччини. Це був доісторичний хижак, який мав розмір і вигляд кішки і був добре пристосований до лазіння, як видно з його кінцівок, суглобів і плечових кісток. Його довгий хвіст забезпечував рівновагу для лазіння по дереву та стрибків з гілки на гілку. Paroodectes, ймовірно, полював на комах, гризунів і дрібних приматів у верхівках дерев. Було знайдено лише один вид (P. feisti) у Мессельському кар'єрі, на південний схід від Франкфурта.